# 大和索道
大和索道株式会社（やまとさくどう）は、かつて存在した物資専用索道会社。奈良県五條市と吉野郡大塔村阪本（今の五條市大塔町阪本）および野迫川村紫園とを結んだ。索道は単線式であった。

## 歴史
吉野郡方面の物資の集散拠点であった五條の町が、より多くの貨物を集めることを狙い、地元の有力者たちが物流手段として構想した。通常の鉄道を建設することは峻険な地形の点から見て到底困難であったことから、当時日本では前例のほとんどなかった架空索道（ロープウェイ）を選ぶことになった。これにはジェームスモリソン商会の大阪支配人である石田美喜蔵の売り込みによるものであったという。石田は取扱い商品の中でロー式単線自動循環式索道に注目しこれを山間地輸送用に普及させようとしていた。このためイギリスへの発注、計画、設計、出願から開業に至るまで石田が取り仕切ったという。まもなく石田は独立し安全索道を設立する。1907年（明治40年）にこの計画を奈良県に出願したが、県にも知識がなかったため許可は遅れ、1910年（明治43年）にようやく許可が得られ、翌年大和索道が発足した。
1911年（明治44年）に第1期区間が着工され、1912年（明治45年）5月26日に、今の五條市二見の国鉄川端駅から富貴村（今の和歌山県伊都郡高野町西富貴・東富貴）まで8.8キロメートルが開通した。1917年（大正6年）6月27日には7.2キロメートル延長して富貴村から天辻を越えて大塔村阪本まで達し、合計して16キロメートルの索道となった。五條市二見からは生活物資（食料の他、燃料、大豆、苦塩水、肥料、雑貨など）が運び込まれ、富貴村や大塔村などからは木材や特産品の凍り豆腐が運び出された。この索道が盛んに使われていた大正9年10月1日から翌年3月31日までの半年間の輸送量は阪本方面へは553,162貫（＝約2,074トン、1日あたり約11トン）、二見方面へは749,807貫（＝約2,811トン。1日あたり約15トン）にも及んだ。
1922年（大正11年）に途中の峠にトンネル（天辻隧道）が開通し自動車の通れる道路が改修されたことから、大塔村までトラックやバスの運行が開始されて大和索道は大きな影響を受けることになった。第二次世界大戦中、野迫川村の立里鉱山の鉱石運搬の必要から、1944年（昭和19年）に阪本から野迫川村紫園まで3.76キロメートル延長された。以降はほぼ鉱山輸送専用の索道であった。1957年（昭和32年）により優れた自動車道路が開通したことからトラック輸送へと切り替わり、1960年（昭和35年）頃に索道は廃止となった。また鉱山も同じころに閉山となった。

## 輸送実績
| 年度 | 上り荷（トン） | 下り荷（トン） | 賃金（円） |
| ---- | -------------- | -------------- | ---------- |
| 1923 | 1,496,466      | 1,042,807      | 88,062     |
| 1924 | 13,818,660     | 16,926,420     | 932,479    |
| 1925 | 1,032,733      | 1,704,271      | 73,379     |
| 1926 | 965,914        | 2,301,084      | 87,030     |
| 1928 | 876,356        | 1,977,724      | 68,975     |
| 1929 | 738,750        | 1,505,295      | 49,051     |
| 1930 | 2,232,600      | 6,529,077      | 32,890     |
| 1931 | 2,700,648      | 5,183,058      | 32,780     |
| 1932 | 2,616,727      | 5,646,967      | 29,620     |
| 1933 | 2,503,766      | 6,530,100      | 26,477     |
| 1934 | 2,177,036      | 7,378,586      | 26,644     |
| 1935 | 3,070,440      | 7,211,261      | 28,773     |
| 1936 | 8,577,866      | 14,346,619     | 59,178     |
| 1937 | 5,377,946      | 7,264,556      | 35,709     |
| 1938 | 1,622,981      | 13,657,158     | 38,606     |
| 1939 | 1,561,582      | 19,473,231     | 61,608     |

- 奈良県統計書各年度版